# 영상전화

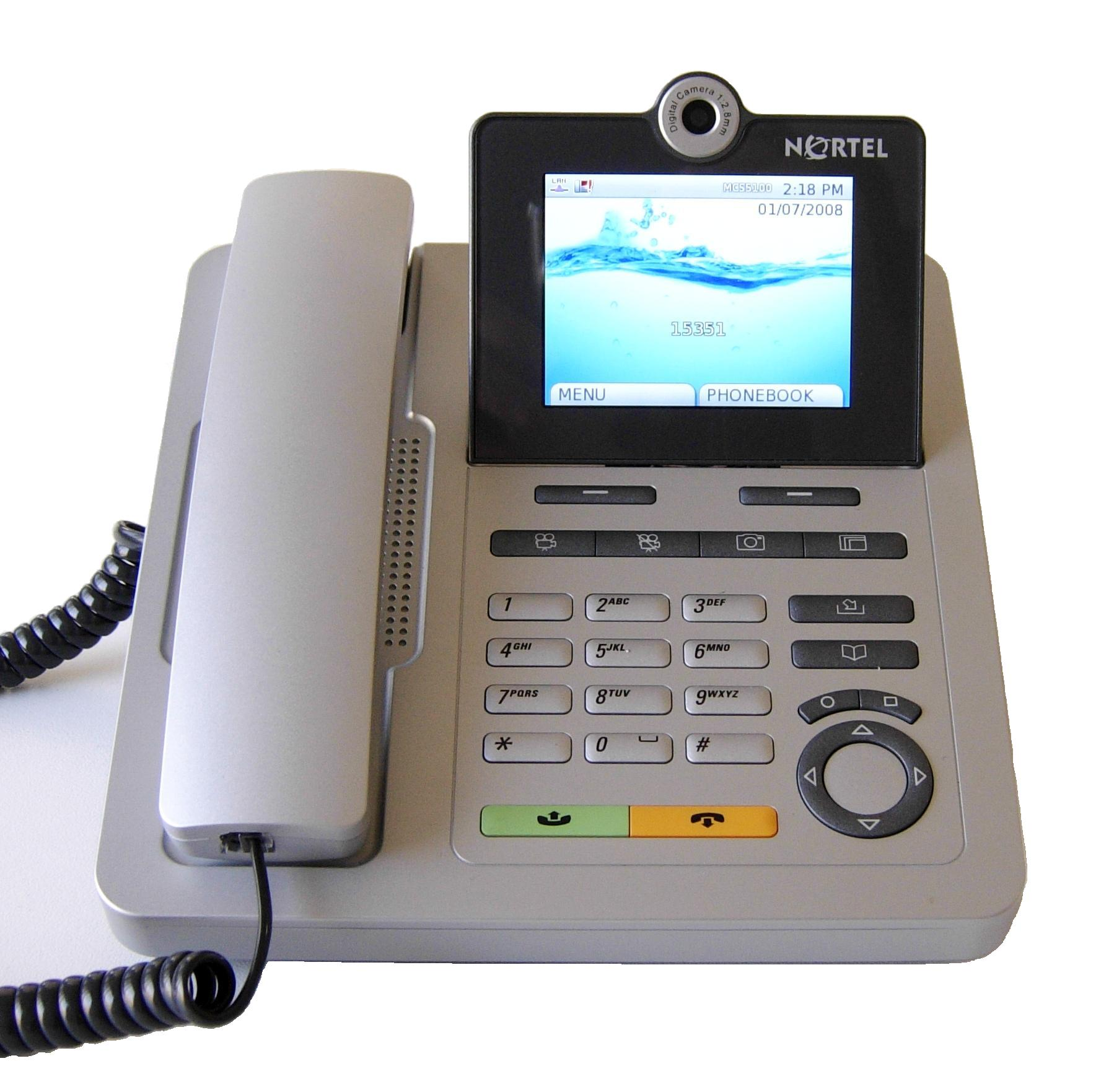
화상으로 통화할 수 있는 기능을 갖춘 영상전화의 모습. TV와 유사한 화면을 가지고 있는 특이사항을 둔다.

영상전화(映像電話) 또는 비디오폰(videophone)은 화면이 달린 전화를 가리키며 완전한 쌍방향 통신으로 영상과 소리를 전달하여 사람들끼리 실시간으로 의사를 주고받을 수 있다. 화상 통화의 첫 형태로, 나중에는 화상회의, 웹캠, 끝내는 텔레프레전스의 등장으로 이어졌다.
오늘날 영상전화는 수화를 할 수 있는 청각장애인과 언어장애인들에게 유용하다. 먼 거리에 있는 사람이나 원격 교육, 원격 치료가 필요한 사람, 또 이동 장애가 있는 사람들에게도 영상전화는 매우 쓸모가 있다.

## 같이 보기
- 3GP
- 정보 기기
- 카메라폰
- 아프리카TV
- YouTube